# Stan Douglas
Stan Douglas, född 11 oktober 1960 i Vancouver i Kanada, är en kanadensisk fotograf, filmare och videokonstnär.
Stan Douglas utbildade sig på Emily Carr University of Art and Design i Vancouver 1979–82. Han började med fotografi 1983 och hade sin första separatutställning 1987 på Art Gallery of Toronto i Kanada.
Han har deltagit i bland andra Documenta IX, Documenta X och Documenta XI och på Venedigbiennalen 1990, 2001 and 2005. Hans film- och videoinstallationer, fotografier och televisionsbaserade verk behandlar ofta litteratur- film- och musikhistoria. Verket "Monodramas" från 1992 består av tio stycken korta videoklipp, vilka använder sig av tv-mediets bildspråk, men visar vardagsscener tagna ur sina sammanhang.
Han var professor i medievetenskap på Universität der Künste Berlin 2000–06.
Stan Douglas fick Hasselbladpriset 2016.